# Aston Martin DB12
El Aston Martin DB12 es un automóvil gran turismo en carrocería cupé de dos puertas, con motor central-delantero montado longitudinalmente y de tracción trasera, producido por el fabricante inglés Aston Martin desde 2023, que estaría disponible a finales del verano de ese mismo año.
Su lanzamiento coincide con el 110.º aniversario del nacimiento de la marca y con el 75.º aniversario del uso de la denominación «DB» en su gama de modelos.
Las entregas de los primeros ejemplares estaban previstas para el tercer trimestre de 2023.

## Diseño y mecánica

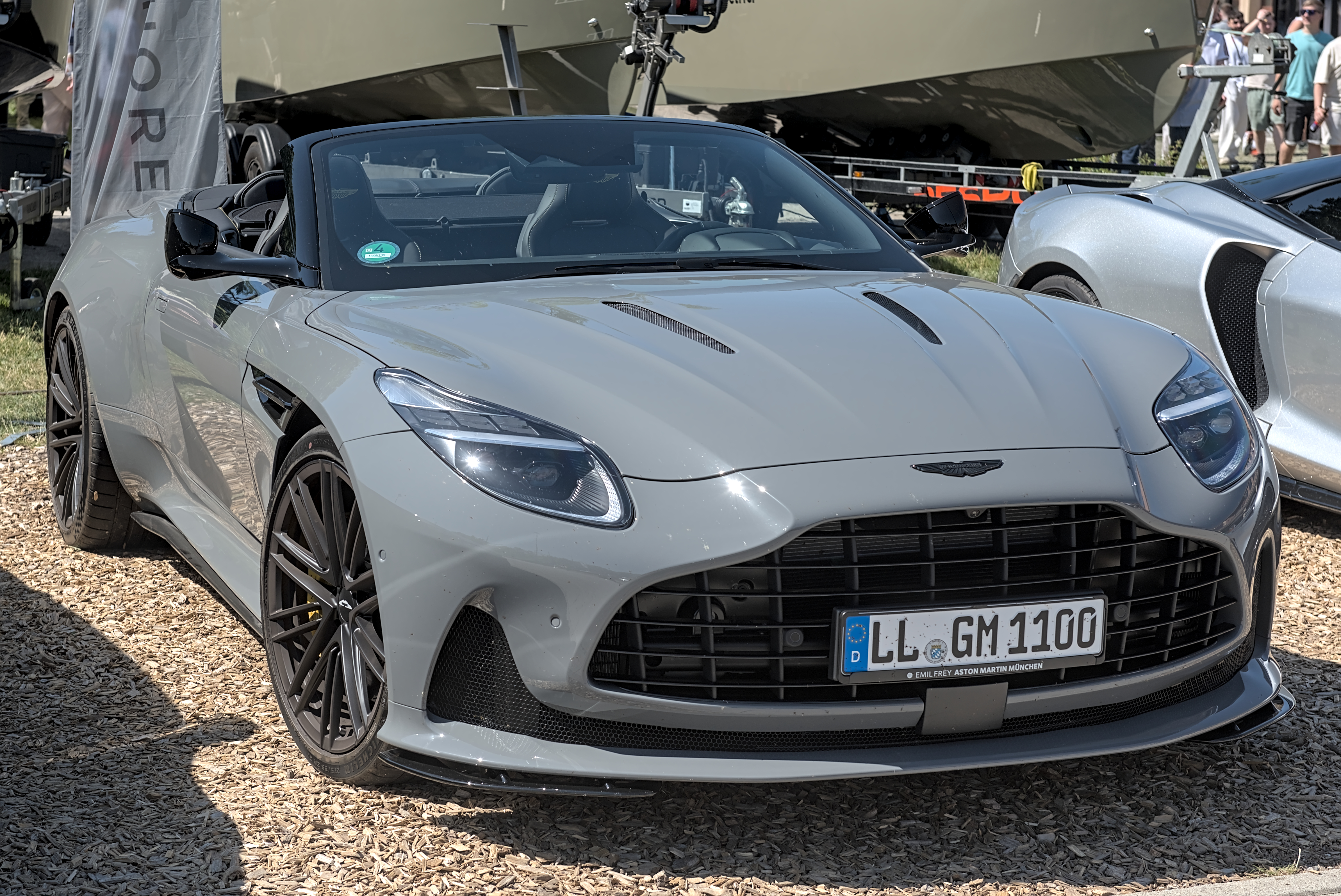
Volante en el festival MYLE, el 31 de mayo de 2025.

Está basado en el DB11 como una evolución de este al que reemplaza como su sucesor, aunque por sus modificaciones y mejoras se le considera en este caso como un modelo completamente nuevo, ya que, por ejemplo, el pilar "A" se ha pasado hacia atrás. Ofrece unas prestaciones muy buenas pensado para viajar en un ambiente lujoso y confortable. Destaca por unos rasgos más agresivos y prominentes, ya que en la parte frontal luce un nuevo diseño de la defensa, un cofre alargado con entradas de aire más grandes y centradas, una parrilla más ancha y unos faros equipados con tecnología Matrix led con un diseño ligeramente distinto. Además, se han instalado unos espejos retrovisores exteriores diferentes más pequeños y aerodinámicos, que reducen la resistencia al avance del coche. En comparación con su antecesor, presenta unas vías ensanchadas 6 mm (0,24 pulgadas) en el eje delantero y 22 mm (0,87 pulgadas) en el trasero.
Su chasis ha recibido muchos cambios para una conducción más intensa y precisa en todo tipo de condiciones. La estructura de aluminio es en general de una mayor rigidez tosional en un 7%, gracias a los refuerzos que han sido instalados en varios puntos de la carrocería, con lo que mejora la dinámica y el refinamiento, así como la sensación de dirección descentrada. Tiene nuevos amortiguadores adaptativos ajustables electrónicamente, que permiten lograr un aumento del 500% del ancho de banda de la distribución de las fuerzas, una dirección asistida (EPAS) con ajuste diferente que destaca por su precisión, neumáticos diseñados exclusivamente para este coche, siendo primero en homologar de fábrica los nuevos Michelin Pilot Sport 5S, las cuales garantizan un mejor agarre y un 20% menos de ruido, gracias al uso de la espuma de poliuretano con cancelación de ruido. Además, cuenta con un diferencial de deslizamiento limitado trasero controlado electrónicamente, el cual actúa más rápidamente y con una mayor precisión, para mejorar la agilidad, el tiempo de reacción y optimizar la maniobrabilidad. El fabricante señala que es la primera vez que un modelo de la serie “DB” adopta el uso de un "E-Diff".
Los frenos de disco de serie son de fundición de hierro de 400 x 36 mm (15,7 x 1,4 pulgadas) de diámetro con pinzas (calipers) de seis pistones en el eje delantero y de 360 x 32 mm (14,2 x 1,3 pulgadas) con cuatro pistones en el trasero, ambos con ranuras y perforaciones para una mejor ventilación. Opcionalmente, se ofrecen unos de tipo carbono-cerámico mucho más resistentes al uso intensivo, reduciendo la pérdida de potencia de frenado a temperaturas superiores a 800 °C (1472 °F) y también el peso total masa no suspendida en unos 27 kg (60 libras). Tiene ruedas de aleación forjado en color dorado de 21 pulgadas (53,3 cm) de diámetro de unos 8 kg (17,6 libras) más ligeras que las anteriores de 20 pulgadas (50,8 cm), con tres diseños distintos y varios colores a elegir, montados en unos neumáticos de medidas 275/35 delanteros y 315/30 los traseros.
Según el fabricante, es el primer Superturismo ("Super Tourer") del mundo, ya que lo consideran como una nueva categoría por la experiencia de manejo que ofrece, la tecnología que incluye y el nivel de lujo con el que cuenta. De esa manera, han tratado de dotarlo de habilidades para tomar curvas a la par con otros superdeportivos. Para esto, lo han equipado con un nuevo sistema control de estabilidad (ESC), que mejora la capacidad de respuesta y la agilidad a todas las velocidades. Además, las barras estabilizadoras al ser más rígidas, ayudan a ofrecer una mayor capacidad. El sistema ESC tiene cuatro modos de funcionamiento: "Wet", "On", "Track" y "Off", así como cinco modos de manejo: GT, Sport, Sport+, Wet e Individual; este último permitiendo ajustar varios aspectos de manejo de manera independiente, es decir, una adaptabilidad máxima.
Las siglas "DB" son una institución en el fabricante, correspondientes a las iniciales de David Brown, un ingeniero británico propietario de la marca de 1947 a 1972, que indican los vehículos más deportivos de la firma.

"El DB12 es nuestra definición de diseño de un superturismo. Históricamente, la denominación ‘gran turismo’ ha sido sinónimo de confort, velocidad y refinación para la mayoría de los entusiastas de nuestros tiempos. Sin embargo, debido a que el cliente de Aston Martin no es un conductor cualquiera y a que ya no nos limitamos simplemente a diseñar el interior y el exterior de objetos, hemos fusionado todos esos aspectos en el DB12, tales como: maniobrabilidad, dinámica, tren motor, sensación de espacio y estilo y los hemos potenciado al máximo gracias a la tecnología, con el fin de crear esta nueva categoría de experiencia de conducción con prestaciones de diseño…"
añadió: Marek Reichman, director creativo de Aston Martin.

## Interior

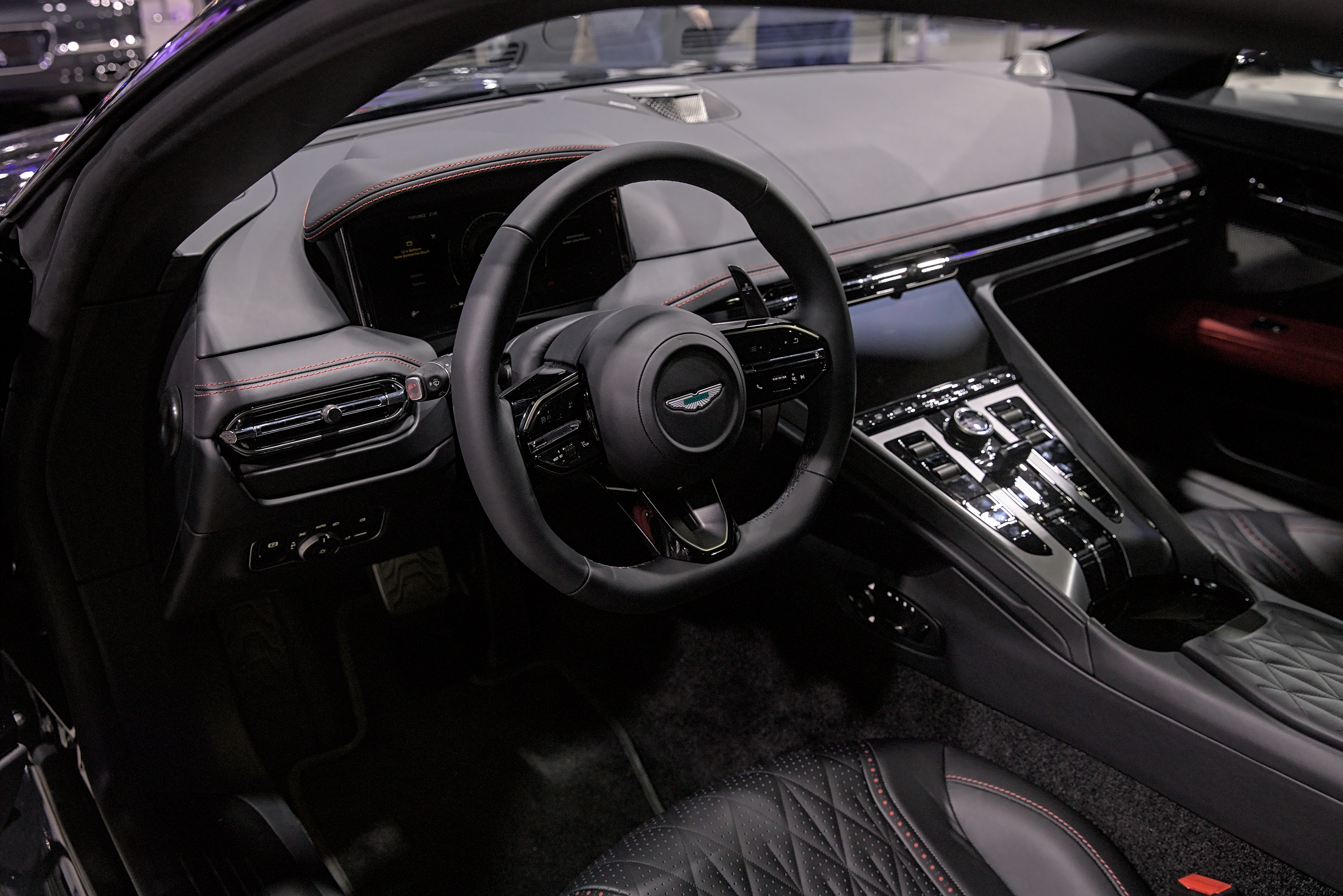
Interior en el Salón del automóvil de Zúrich de 2023.

El panel de instrumentos digital, la consola central flotante y el túnel central tienen un diseño completamente distinto al del DB11, ya que cuenta con inserciones de carbono y, según el fabricante, con este rediseño se ha intentado encontrar un equilibrio entre mandos físicos y los táctiles. El sistema de infoentretenimiento desarrollado por la división de software del fabricante es completamente nuevo, el cual incluye una pantalla de 10,25 pulgadas (26,0 cm) con una resolución HD de 1970x720 píxeles en acabado de efecto Pure Black cuando se apagan, siendo la pieza central de la cabina. Según la marca, responde en solamente 30 milisegundos a las pulsaciones con los dedos, con un sistema operativo desarrollado en exclusiva para este modelo. El renovado sistema de navegación está conectado a Internet de manera permanente, por lo que puede recibir actualizaciones a través de la comunicación inalámbrica "Over-The-Air" (OTA), permitiendo localizar y llevar a cabo algunas acciones en remoto desde una aplicación móvil. También es compatible con Bluetooth, Apple CarPlay y Android Auto, en ambos casos sin necesidad de usar cables, que incluye también un nuevo GPS con visión en 3D.
Existe un catálogo especialmente amplio para personalizar el habitáculo, incluyendo varios de tipos diferentes de cuero aromático de Bridge of Weir cosido a mano, Alcantara, aluminio, fibra de carbono, maderas y otros materiales de alta calidad. Incluye un equipo de sonido envolvente es de 390 W (0,5 CV) de potencia con función QuantumLogic de 11 bocinas y, opcionalmente, se puede ordenar con un sofisticado sistema acústico, desarrollado por el especialista Bowers & Wilkins de 1170 W (1,6 CV) de potencia con 15 bocinas, incluyendo un subwoofer y doble amplificación.
Además, se mantienen los botones físicos para la climatización, control de estabilidad, sistema de escape, suspensiones y numerosas acciones más como el sistema de mantenimiento de carril y el sistema de asistencia de estacionamiento. Cuenta con una palanca de cambios minimalista, nuevos mandos e interruptores, entre ellos uno giratorio que permite seleccionar uno de los cinco modos de conducción especialmente concebidos para este modelo.

## Especificaciones
Pierde el motor V12 que tanto ha caracterizado a los grandes GT del fabricante en los últimos años, debido a la exigente Normativa europea sobre emisiones, por lo que en su lugar está un motor V8 biturbo de 3982 cm³ (4 L; 243 plg³) de origen Mercedes-AMG construido a mano, el mismo que también tenía su predecesor, pero con un rendimiento superior en un 34%, ya que en este desarrolla una potencia de 680 CV (671 HP; 500 kW) a las 6000 rpm y un par máximo 800 N·m (590 lb·pie) de las 2750 a las 6000 rpm, esto debido a la modificación de los perfiles de las levas, los cambios en la optimización relación de compresión, instalación de nuevos turbocompresores de mayor tamaño en su diámetro, rediseño completo en el sistema de refrigeración que agrega dos enfriadores auxiliares al radiador principal central, tomas de aire más grandes e instalación de radiadores e intercooler adicionales. El enfriador exterior auxiliar para el aceite tiene el doble de superficie que su predecesor para poder dar respuesta a las necesidades del circuito de lubricación. La refrigeración se ha optimizado todavía más, gracias a la mejora del flujo térmico del aire, a un incremento del 56% en el tamaño de las aberturas para permitir la entrada de un caudal mayor de aire frío en los radiadores y a la ubicación de las tomas de aire centrales del cofre encima de los dos turbos para permitir la salida del aire caliente.
De igual manera que su predecesor, está acoplado a una transmisión automática de ocho velocidades de relaciones más cortas provista por ZF, aunque con una modificación en la relación final que le permite acelerar más rápido desde parado y sacar el mayor rendimiento a cada marcha.
En cuanto a sus prestaciones, a pesar de ser un coche pesado con 1685 kg (3715 libras), es capaz de acelerar de 0 a 100 km/h (0 a 62 mph) en 3.6 segundos y alcanzar una velocidad máxima de 325 km/h (202 mph).
| Materiales del motor                | Bloque y cabezas de aluminio             |
| Distribución                        | DOHC 4 válvulas por cilindro             |
| Diámetro x carrera                  | 83 x 92 mm (3,27 x 3,62 pulgadas)        |
| Relación de compresión              | 8.6:1                                    |
| Alimentación                        | Inyección directa electrónica secuencial |
| Aspiración                          | Biturbo tipo Twin-scroll                 |
| Sistema de lubricación              | Cárter húmedo presurizado                |
| Capacidad del tanque de combustible | 78 litros (20,6 galAm)                   |
| Distribución de peso                | 48% delantero y 52% trasero              |

| 1.ª     | 2.ª     | 3.ª     | 4.ª     | 5.ª     | 6.ª     | 7.ª     | 8.ª     | Final   |
| ------- | ------- | ------- | ------- | ------- | ------- | ------- | ------- | ------- |
| 4.714:1 | 3.143:1 | 2.106:1 | 1.667:1 | 1.285:1 | 1.000:1 | 0.839:1 | 0.667:1 | 3.083:1 |